# Autumn Reeser
Autumn Reeser (ur. 21 września 1980) – amerykańska aktorka, najbardziej znana z roli Taylor Townsend w serialu telewizyjnym Życie na fali. W tymże serialu pojawiła się w sezonie trzecim jako postać drugoplanowa. W czwartym sezonie jej postać dołączyła do grupy kluczowych postaci.
Jest córką Kim Handel i Toma Reesera, głównego dyrektora kanału telewizyjnego KOAT-TV. Aktualnie mieszka w Hollywood wraz z mężem Jessem Warrenem. Ukończyła University of California, Los Angeles.

## Filmografia
- Rodzinka w Białym Domu (The Brady Bunch in the White House, 2002) jako Marcia Brady
- The Plagiarist (2003) jako Irene
- Życie na fali (The O.C., 2003-2007) jako Taylor Townsend
- Dziewczyna z sąsiedztwa (The Girl Next Door, 2004) jako Jane
- Art Thief Musical! (2004) jako Clarity
- Świat według Dzikich (2004-2005) jako Angela
- Our Very Own (2005) jako Melora Kendall
- Americanese (2006) jako Sylvia
- Palo Alto (2007) jako Jaime
- Nature of the Beast (2007) jako Julia
- Lost Boys 2: The Tribe (2008) jako Nicole
- The American Mall (2008) jako Madison
- Smokin Aces 2: Assassins' Ball  (2010) jako Kaitlyn "AK-47" Tremor
- A Country Wedding (2015) jako Sarah dziewczyna z dzieciństwa